# Moftin
Moftin là một xã thuộc hạt Satu Mare, România. Dân số thời điểm năm 2002 là 4347 người.